# وليد صادق
وليد صادق (1966، بيروت، لبنان -) هو فنان وكاتب لبناني، وأستاذ في قسم الفنون الجميلة وتاريخ الفن في الجامعة الأمريكية في بيروت، وتولى رئاسته من عام 2017، وستنتهي ولايته في عام 2020.

## أعماله
وليد صادق كاتب لبناني يستخدم في كتاباته لغة شعرية واستعارة، ويهتم بالكتابة عن الأوضاع في لبنان بعد الحرب، وفي عام 1999 أنتج كتابه «أكبر من بيكاسو»، وهو كتاب صغير يستخدم فيه الكلمة والصورة لانتقاد الوضع السياسي في البلاد.
وليد صادق رسّام أيضًا، اشترك بانتظام مع المركز الفني "أشكال ألوان"، كما اشترك في العديد من المعارض والفعاليات في جميع أنحاء العالم. وفي عام 2010 قدم أول معرض فردي له في مركز بيروت للفن. كما كان محررًا ضيفًا للمجلة الأكاديمية "النص الثالث"، حيث كتب في العدد 117 في يوليو 2012 مقالًا بعنوان «لا، ليسوا عربًا».

## منشوراته
- أكبر من بيكاسو، (بيروت، مهرجان أيلول، 1999)
- الكسل مع بلال خبيز (بيروت، العالم الثالث، 1999)
- الخراب القادم، مقالات من حرب طويلة (بينالي تايبيه، 2016) [5] وهو عبارة عن مقالات مُجمعة كُتبت في بيروت على مدى فترة 10 سنوات بين عامي 2006 و2016، تنظر إلى ظروف المعيشة في ظل زمن الحرب الأهلية.

## مشاركته في المعارض

### المعارض الفردية
- شارك بمعرض فردي في مركز بيروت للفن في 2010.[6]
- شارك بمعرض فردي في معرض غاليري تانيت (بالإنجليزية: Galerie Tanit)‏ في بيروت سنة 2012.[7]

### المعارض الجماعية
شارك وليد صادق في العديد من المعارض الجماعية منها:
- أشكال ألوان، مشروع شارع الحمرا، بيروت، 2000.[8]
- التمثيل العربي المعاصر، بيروت، 2002.[9]
- منتدى أشغال منزلية الثالث، منتدى الممارسات الثقافية، بيروت، 2005.[10]
- خارج بيروت، معرض الفن الحديث في أكسفورد، 2006.[11]
- شارك في جناح لبنان في معرض بينالي البندقية الثاني والخمسين، 2007.[12]
- منتدى أشغال منزلية الرابع، بيروت، 2008.[13]
- لبنان الآن، عمان، 2008.[14]
- كما شارك في معرض في مدينة أوكلاند في 2010.[15]
- بينالي الشارقة الدولي (الموسم العاشر)، الشارقة، 2011.[16]
- كما شارك في معرض في برلين في 2011.[17]
- منتدى أشغال منزلية السادس، بيروت، 2013.[18]
- كما شارك في معرض مع عدد من الفنانين أمثال غيث الأمين، وعيسى ديبي، وبسام قهوجي، وجاكو رستكيان، وشوقي يوسف، في بيروت سنة 2014.[19]